# 萨拉城
萨拉城（法語：Ville-en-Sallaz，法語發音：[vil ɑ̃ sala]）是法国上萨瓦省的一个市镇，属于博讷维尔区。

## 地理
萨拉城（46°8'45"N, 6°25'20"E）面积3.37 平方千米，位于法国奥弗涅-罗讷-阿尔卑斯大区上萨瓦省，该省份为法国东部省份，历史上为薩伏依的一部分，北与瑞士接壤，西接安省，南至萨瓦省，东与瑞士和意大利接壤。
与萨拉城接壤的市镇（或旧市镇、城区）包括：佩约内、拉图尔、维于昂萨拉。
萨拉城的时区为UTC+01:00、UTC+02:00（夏令时）。

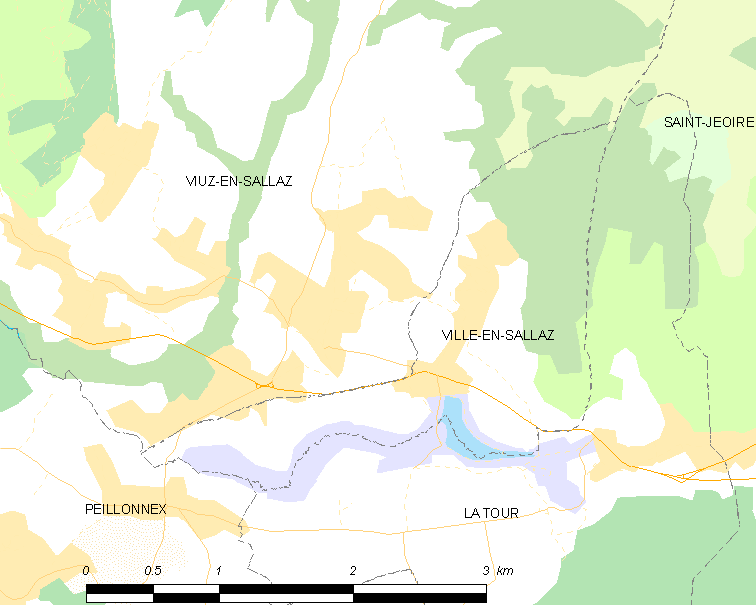
萨拉城的OSM定位图

## 行政
萨拉城的邮政编码为74250，INSEE市镇编码为74304。

## 政治
萨拉城所属的省级选区为博讷维尔县。

## 人口

1962-2008年间萨拉城人口变化图示

萨拉城于2022年1月1日时的人口数量为918人。